# Stazione di Pont-Saint-Martin
Stazione di Pont-Saint-Martin vasútállomás Olaszországban, Valle d’Aosta régióban, Pont-Saint-Martin településen.

## Vasútvonalak
Az állomást az alábbi vasútvonalak érintik:
- Chivasso-Ivrea-Aosta-vasútvonal

## Kapcsolódó állomások
A vasútállomáshoz az alábbi állomások vannak a legközelebb: 
- Quincinetto railway station
- Stazione di Donnas